# Daniel Gu
Daniel Gu, född 20 maj 1998 i Edmonton, är en kanadensisk fäktare som tävlar i florett. Hans mor Jujie Luan är en tidigare fäktare som tog OS-guld 1984.

## Karriär
Vid olympiska sommarspelen 2024 i Paris blev Broszus utslagen i sextondelsfinalen i herrarnas florett av kongkongske Cheung Ka Long samt var en del av Kanadas lag tillsammans med Bogdan Hamilton, Maximilien Van Haaster och Blake Broszus som slutade på sjunde plats i lagtävlingen i florett.